# نمير (دوعن)

'

تعديل مصدري - تعديل

نمير هي إحدى قرى عزلة صيف بمديرية دوعن التابعة لمحافظة حضرموت، بلغ تعداد سكانها 82 نسمة حسب تعداد اليمن لعام 2004.